# Markian Popov
Markian Mikhaylovich Popov (em russo:  Маркиан Михайлович Попов, transl. Markian Mihajlovič Popov; 15 de novembro de 1902 –  22 de abril de 1969) foi um comandante militar soviético, General-do-Exército (26 de agosto de 1943) e Herói da União Soviética (1965). Em junho de 1941, ele foi o Comandante do Distrito Militar de Leningrado, e depois da Frente do Norte (24 de junho a 5 de setembro). Então ele participou da contra-ofensiva de Gueorgui Jukov antes de partir para Moscou.